# حسن شينغون
حسن شينغون (بالتركية: Hasan Şengün)‏ هو مدرب كرة قدم ولاعب كرة قدم تركي في مركز الهجوم، ولد في 14 يوليو 1961 في طرابزون في تركيا. شارك مع منتخب تركيا تحت 21 سنة لكرة القدم ومنتخب تركيا لكرة القدم. أما مع النوادي، فقد لعب مع سامسون سبور وطرابزون سبور وملطية سبور.

## وصلات خارجية
- حسن شينغون على موقع الاتحاد الأوربي (الإنجليزية)
- حسن شينغون على موقع اتحاد تركيا (لاعب) (الإنجليزية)
- حسن شينغون على موقع اتحاد تركيا (مدرب) (الإنجليزية)
- حسن شينغون على موقع قاعدة بيانات كرة القدم.إي يو (الإنجليزية)
- حسن شينغون على موقع ناشيونال فوتبول تيمز (الإنجليزية)
- حسن شينغون على موقع عالم كرة القدم.نت (الإنجليزية)